# 科珀冰原島峰
74°22′S 64°55′W / 74.367°S 64.917°W
科珀冰原島峰（英語：Copper Nunataks），是南極洲的冰原島峰，位於帕爾默地的韋特莫爾冰川源頭附近，處於克羅韋爾山西南面20公里，長7公里，美國地質調查局根據測量和該國海軍的空中照片繪入地圖，現時由南極條約體系管理。